# عزيز عون
عزيز عون (1895 - 1981) طبيب وسياسي لبناني، عضو الحزب التقدمي الإشتراكي 1947 ـ 1977، نائب الشوف في أربع دورات 1960 حتى وفاته.

## سيرته
ولد عزيز عون في الدامور بقضاء الشوف في عائلة مارونية، ودرس الطب ودخل السياسة عن طريقه إذ كان مقصداً لأبناء منطقته يداوي الفقراء منهم بدون مقابل. انتخب نائباً عن الشوف لأول مرة في 1960 على لائحة مشتركة مع كمال جنبلاط، وأعيد انتخابه في 1964 و 1968 و1972. يعتبر عزيز عون من مؤسسي الحزب التقدمي الإشتراكي وجبهة النضال الشعبي/الوطني، وهي جبهة نيابية كان يرئسها كمال جنبلاط.